# Jean-Yves Nahmias

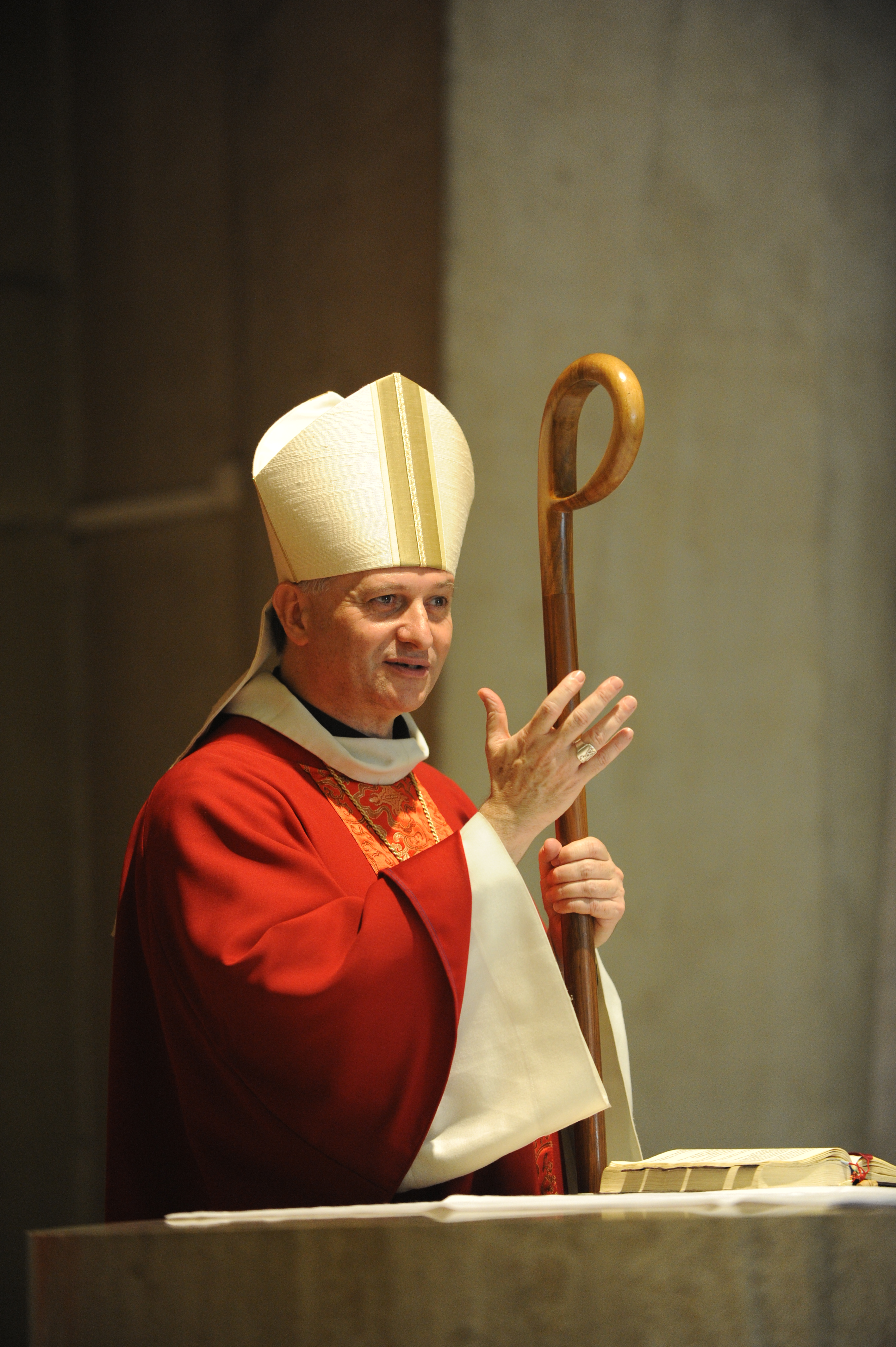

Jean-Yves André Michel Nahmias (* 16. September 1957 in Saint-Mandé) ist ein französischer Geistlicher und römisch-katholischer Bischof von Meaux.

## Leben
Der Erzbischof von Paris, Jean-Marie Kardinal Lustiger, weihte ihn am 24. Juni 1989 zum Priester. 
Papst Benedikt XVI. ernannte ihn am 1. Juni 2006 zum Titularbischof von Termae Himerae und Weihbischof in Paris. Der Erzbischof von Paris, André Armand Vingt-Trois, spendete ihm am 8. September desselben Jahres die Bischofsweihe; Mitkonsekratoren waren Jean-Marie Kardinal Lustiger, emeritierter Erzbischof von Paris, und Olivier de Berranger IdP, Bischof von Saint-Denis.
Der Papst ernannte ihn am 9. August 2012 zum Bischof von Meaux.